# Dypsis angusta
Dypsis angusta – gatunek roślin z rzędu arekowców (Arecales). 
Występuje endemicznie na Madagaskarze, w prowincjach Fianarantsoa oraz Toamasina. Można go spotkać między innymi w Parku Narodowym Zahamena. Znane są tylko 2-5 jego naturalne stanowiska.
Rośnie w bioklimacie wilgotnym. Występuje na wysokości do 500 m n.p.m.